# 矢尾和子
矢尾 和子（やお かずこ 1960年12月7日 - ）は、日本の裁判官。東京都出身。司法研修所長を経て、女性初の福岡高等裁判所長官。

## 人物
慶應義塾大学法学部卒業。司法修習生39期。
- 1987年 - 東京地方裁判所判事補
- 1992年 - 名古屋地方裁判所判事補
- 1995年 - 札幌地方裁判所、札幌家庭裁判所判事補
- 1998年 - 東京地方裁判所判事
- 2001年 - 東京家庭裁判所判事
- 2002年 - 司法研修所教官
- 2006年 - 東京地方裁判所判事
- 2009年 - 神戸地方裁判所部総括判事
- 2012年 - 東京家庭裁判所部総括判事
- 2015年 - 東京地方裁判所部総括判事
- 2017年 - 東京地方裁判所判事
- 2018年 - 司法研修所教官
- 2020年 - 千葉家庭裁判所長[2]
- 2022年 - 東京高等裁判所部総括判事[3]
- 2023年 - 司法研修所長[4]
- 2024年 - 福岡高等裁判所長官[5]